# 金子美晴
金子 美晴（かねこ みはる、1975年 - ）は、東京生まれ。2019年弁護士登録。
元中国人戦争被害者の要求を支える会事務局員。ハイナンネット創立メンバー。撫順の奇蹟を受け継ぐ会会員。日本中国友好協会会員。自由法曹団東京支部会員。青年法律家協会会員。

## 執筆記事
- 歴史教育者協議会編『歴史地理教育』No.716（2007年7月） pp.22 - 23
- （荒川美智代・神直子との座談記事）『自然と人間』 2006年8月号
- チャイナネット http://japanese.china.org.cn/jp/archive/kangzhan/txt/2005-05/12/content_2173184.htm
- 「もうひとつの歴史」を考える--中国人戦後補償裁判の取り組みから (特集 日中戦争を学び直す)
- 掲載誌 歴史地理教育 / 歴史教育者協議会 編 (716) 2007.7 p.22～23,5